# Stade Olympique Yves-du-Manoir
O Stade Olympique Yves-du-Manoir é um estádio multiuso, situado na cidade de Colombes, perto a Paris, na região da Ilha da França, na França. Sua localização é Rua François Faber, nº 92700, Colombes.

## Historia
O local onde está localizado o estádio de Colombes está dedicado ao esporte desde 1883, isto é porque existia nessa data e lugar um hipódromo pertencente a "Société des Courses de Colombes". Em 1907, o hipódromo é comprado pelo jornal periódico parisiense "Le Matin" ("A Manhã") pelo que o hipódromo se transforma em estádio e acolhe competições de atletismo, rúgbi e futebol a partir de 1907, com o que se rebatiza o novo recinto desportivo como "Stade du Matin" ("Estádio da Manhã").

## Jogos Olímpicos de Verão de 1924
O governo francês encarrega ao Racing Club de France de construir, com supervisões fiscais, um estádio Estádio Olímpico. Os dirigentes do RC Paris estabelecem ao futuro do Estádio Olímpico em Colombes no lugar onde se encontrava o "Stade du Matin". O "Stade Olympique du Colombes" tem uma capacidade original de 45.000 espectadores e se inaugura em 4 de maio de 1924 com um partida internacional de rúgbi entre França e Romênia (vitória de 59-3). Foi o palco principal dos Jogos Olímpicos de Verão de 1924.
Em abril de 1928, o estádio recebe o nome de Stade Olympuque Yves du Manoir em homenagem a quem foi aviador, atleta e selecionado francês de Rúgbi, membro do Racing Club de França morto em um acidente de aviação em 2 de fevereiro de 1928, na idade de 23 anos.

## Copa do Mundo FIFA de 1938
Recebeu três jogos da Copa do Mundo de 1938, incluída a partida final entre a seleção italiana e seleção húngara.
| Data        | 1ª equipe | Placar | 2ª equipe | Fase    |
| ----------- | --------- | ------ | --------- | ------- |
| 5 de junho  | França    | 3–1    | Bélgica   | Oitavas |
| 12 de junho | Itália    | 3–1    | França    | Quartas |
| 19 de junho | Itália    | 4–2    | Hungria   | Final   |